# Karsta Lowe
Karsta Lowe (Rancho Santa Fe, 2 de fevereiro de 1993) é uma jogadora de voleibol dos Estados Unidos.
Em seu primeiro torneio internacional com a seleção dos Estados Unidos, Lowe conquistou a medalha de ouro no Grand Prix de 2015, que teve sua fase final em Omaha, e ainda levou o título individual de melhor jogadora da competição.